# CS Știința Miroslava
Clubul Sportiv Știința Miroslava, cunoscut sub numele de Știința Miroslava, sau pe scurt Miroslava, este un club de fotbal profesionist din Miroslava, Iași, România, care evoluează în prezent în Liga a III-a. Fiind fondat în anul 2009, clubul a reușit să promoveze în Liga a II-a în 2017, dar a rezistat acolo doar un sezon.

## Istorie
Știința Miroslava a fost fondată în 2009 la inițiativa primarului comunei Miroslava, Dan Niță. La sfârșitul sezonului  2011-2012 din Liga a IV-a, echipa a terminat pe poziția a doua, însa a promovat în Liga a III-a pentru prima dată în urma disputării barajului cu CS Microbuzul Botoșani, scor 3-1. 
În sezonul 2014-2015 al Ligii a III-a, Știința a ratat promovarea în Liga a II-a la limită, după ce a pierdut în ultima etapă. Sezonul 2015-2016 a fost unul foarte bun, clubul clasându-se pe poziția a treia.
Sezonul 2016-2017 a fost unul foarte disputat în Seria I a Ligii a III-a cu o singură rundă rămasă de jucat, FK Miercurea Ciuc conducea campionatul cu 63 de puncte, urmată de AFC Hărman cu 62 puncte și Știința cu 61. Ieșenii au jucat în deplasare la Miercurea Ciuc și au câștigat cu 1-0, dar aveau nevoie ca AFC Hărman să nu învingă CSM Pașcani. AFC Hărman a condus cu scorul de 1-0 până în minutul 90+1, când Jan Turiță, portarul celor de la CSM Pașcani, a marcat pentru 1-1, iar Miroslava a promovat în Liga a II-a pentru prima dată în istoria clubului.

## Palmares
Liga a III-a:
- Câștigătoare (1): 2016-2017
- Locul 2 (1): 2014-2015

 Liga a IV-a Iași:
- Locul 2 (2): 2010-2011, 2011-2012

## Lotul actual
Actualizat la 7 aprilie 2020
| Nr. |                   | Poziție | Jucător              |
| --- | ----------------- | ------- | -------------------- |
| 1   | România           | P       | Jan Turiță           |
| 95  | România           | P       | Alexandru Corduneanu |
| 33  | Republica Moldova | P       | Adrian Golubciuc     |
| 4   | România           | F       | Vasilică Vlădeanu    |
| 3   | România           | F       | Norris Ichim         |
| 93  | România           | F       | Alexandru Martinescu |
| 23  | România           | F       | Ionuț Benchea        |
| 21  | Belgia            | F       | Joel Bacanmwo        |
| 5   | România           | F       | Irinel Popescu       |
| 10  | România           | M       | Eduard Săvoaia       |
| 80  | România           | M       | Gabriel Bordeianu    |
| 77  | România           | M       | Robert Asăvoaei      |

| Nr. |         | Poziție | Jucător                          |
| --- | ------- | ------- | -------------------------------- |
| 6   | România | M       | Mihai Asofiei                    |
| 8   | România | M       | Alexandru Florean (Vice-Captain) |
| 7   | România | M       | Giani Unghianu                   |
| 25  | România | M       | Monel Cîrstoiu                   |
| 16  | România | M       | Cezar Agache                     |
| 96  | România | M       | Munteanu Ionuț                   |
| 8   | România | M       | Cioclu Ionuț                     |
| 22  | Italia  | M       | Giacomo Benvenuto                |
| 14  | România | A       | Eduard Sandu (Captain)           |
| 11  | România | A       | Răzvan Costin                    |
| 71  | România | A       | Vlăduț Mocanu                    |
| 9   | Nigeria | A       | Kenneth Obananaya                |

## Conducerea clubului
| Rol                   | Nume                  |
| --------------------- | --------------------- |
| Președinte            | Alexandru Vieru       |
| Vicepreședinte        | Deliu Marius          |
| Vicepreședinte        | Iftimie Gheorghiță    |
| Manager Sportiv       | Ilisei-Oancea Mugurel |
| Delegat               | Stoica Constantin     |
| Administrator stadion | Rînțar Romică         |

| Rol                 | Nume              |
| ------------------- | ----------------- |
| Antrenor            | Popovici Cristian |
| Antrenor secund     | Marin Dorian      |
| Antrenor de portari | Ciuclea Alexandru |
| Maseur              | Vieriu Constantin |
| Kinetoterapeut      | Timofte Denis     |

## Parcursul competițional
| Sezon   | Nivel | Divizie                | Loc      | Cupa României |
| ------- | ----- | ---------------------- | -------- | ------------- |
| 2023–24 | 3     | Liga a III-a (Seria I) | TBD      |               |
| 2022–23 | 3     | Liga a III-a (Seria I) | 5        |               |
| 2021–22 | 3     | Liga a III-a (Seria I) | 8        |               |
| 2020–21 | 3     | Liga a III-a (Seria I) | 4        |               |
| 2019–20 | 3     | Liga a III-a (Seria I) | 7        |               |
| 2018–19 | 3     | Liga a III-a (Seria I) | 4        |               |
| 2017–18 | 2     | Liga a II-a            | 17 (R)   | Șaisprezecimi |
| 2016–17 | 3     | Liga a III-a (Seria I) | 1 (C, P) |               |

| Sezon   | Nivel | Divizie                | Loc      | Cupa României |
| ------- | ----- | ---------------------- | -------- | ------------- |
| 2015–16 | 3     | Liga a III-a (Seria I) | 3        |               |
| 2014–15 | 3     | Liga a III-a (Seria I) | 2        |               |
| 2013–14 | 3     | Liga a III-a (Seria I) | 3        |               |
| 2012–13 | 3     | Liga a III-a (Seria I) | 10       |               |
| 2011–12 | 4     | Liga a IV-a Iași (IS)  | 1 (C, P) |               |
| 2010–11 | 4     | Liga a IV-a Iași (IS)  | 2        |               |
| 2009–10 | 5     | Liga a V-a (IS)        | 1        |               |